# Caso (gramática)
En gramática, el caso es indicativo del rol que cumplen ciertas palabras y sintagmas dentro de una frase dada. Se puede entender de dos maneras, relacionadas entre sí:
- En forma más amplia, desde un punto sintáctico, el término caso o caso sintáctico indica el papel que desempeña una palabra o sintagma dentro de una frase; este papel puede ser indicado mediante una declinación particular del sintagma (propio de las lenguas sintéticas, como el latín, el alemán, o las lenguas eslavas, entre otras), pero también puede deducirse a partir de las partículas adjuntas, tales como preposiciones, por el orden de la frase, o cualquier otro mecanismo, según la gramática de cada lengua concreta.

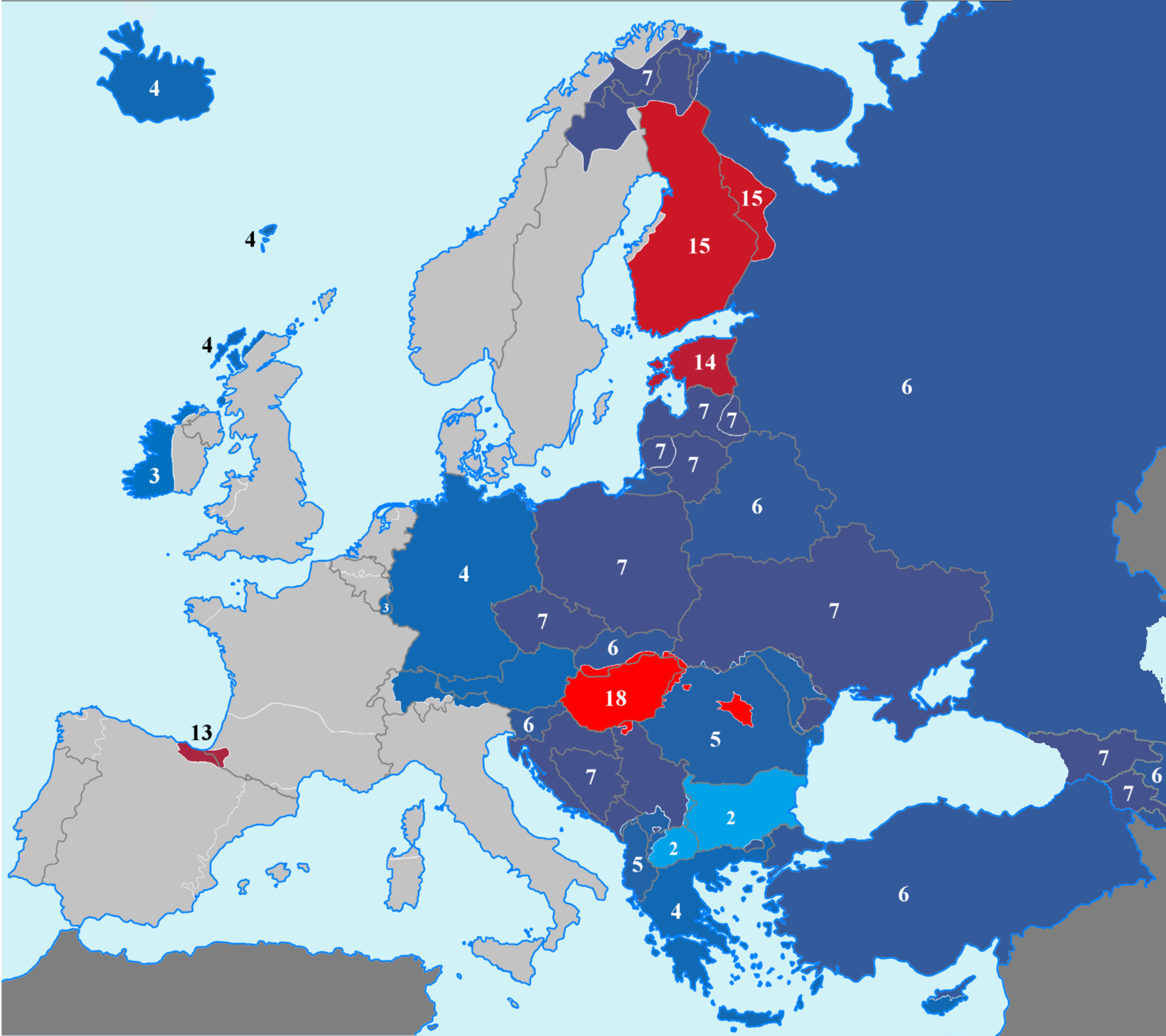
Cuanto más roja esté un área, más casos habrá en esa lengua, en color gris no hay casos.

- Cuanto más roja esté un área, más casos habrá en esa lengua, en color gris no hay casos.El caso morfológico, en cambio, es una entre diversas formas de flexionar (es decir, de modificar, o declinar) sustantivos, adjetivos, pronombres, determinantes, etc. en lenguas sintéticas. Esta declinación es utilizada para indicar la función que desempeñan en la oración.

Por lo tanto, mientras solo algunas lenguas exhiben casos morfológicos, todas las lenguas tienen casos sintácticos, que es un concepto más abstracto. Es importante mencionar que un determinado caso morfológico puede ser indicativo de distintos casos sintácticos, mediante la combinación de caso morfológico y otras estructuras, tales como preposiciones, postposiciones, etc.

## Caso morfológico y caso sintáctico
El término caso morfológico se refiere a la posibilidad que existe en algunas lenguas sintéticas (por ejemplo, el húngaro, que tiene veintiséis) de añadir una marca morfológica o distintiva a sustantivos, adjetivos o pronombres según la función sintáctica que estén realizando en la oración. Muchas lenguas, como el español, tienen casos morfológicos solo en los pronombres, mientras que otras lenguas, como el chino, no tienen casos marcados morfológicamente en ningún tipo de palabra.
El caso sintáctico o caso abstracto, por el contrario, es una categoría abstracta postulada por la gramática generativa para todas las lenguas. Está asociado a la reacción de un elemento predicativo, usualmente un verbo. La teoría del caso explica cómo el núcleo de todo sintagma nominal recibe una y solo una interpretación semántico-temática a instancias de un asignador de caso (e. g. verbo, preposición, etc.), lo cual permite reconocer su función en la oración.
Incluso en lenguas que presentan casos morfológicos, un mismo caso puede indicar distintos casos sintácticos mediante el uso de otras partículas; por ejemplo, en alemán la preposición mit (con) es utilizada para indicar el caso sintáctico comitativo (en compañía de) o el caso sintáctico instrumental (mediante el uso de), aunque vaya seguida del caso morfológico dativo (si el sintagma cumple una función comitativa o instrumental dependerá del contexto, ya que no hay diferencia gramatical). Similarmente, en algunas lenguas, incluso sin añadirse ninguna partícula adicional, un mismo caso morfológico puede ser utilizado para indicar dos o más casos sintácticos; por ejemplo, en ruso el caso morfológico instrumental se utiliza para indicar tanto el caso sintáctico instrumental (mediante el uso de), como el caso sintáctico ergativo (el agente de una construcción pasiva). Nótese además que en ruso, el mismo caso morfológico instrumental indicará caso sintáctico comitativo (en compañía de) al ocurrir tras la preposición с (con).

### Realización del caso morfológico
En lenguas sintéticas el indicador del caso morfológico, es decir, el rasgo específico que permite reconocer el caso morfológico, puede ser indicado en las siguientes formas:
- Afijos, como en muchas lenguas procedentes del indoeuropeo, tales como el latín, griego, sánscrito, las lenguas eslavas y en menor medida en las lenguas germánicas. En la mayoría de las lenguas romances, la flexión de caso se ha perdido casi por completo y solo permanece en el sistema pronominal, siendo el sistema de tres casos sincréticos del rumano una notable excepción. Dentro de la marcación por sufijos conviene distinguir entre lenguas fusionantes y lenguas aglutinantes.
- Modificación morfonémica de la raíz mediante procedimientos como apofonía o el estado constructo de las lenguas semíticas.
- Indexación en el verbo con concordancia de género, como sucede en algunas lenguas de Papúa-Nueva Guinea. Por ejemplo, en el idioma Yimas, una lengua con unos 250 hablantes existen 11 clases nominales o géneros gramaticales, el orden de las palabras no es relevante y su caso es inferible por una partícula añadida al verbo que coincide en género con el nombre, así

(1a) narmang uranngk kï-n-am-ït
mujer(II.sg) coco(V.sg) V.sg O-II sg A-comer-perf
"La mujer se comió un coco"
(1b) urangk narmang kï-n-am-ït
coco(V.sg) mujer(II.sg) V sg O- II sg A-comer-perf
"un coco se comió la mujer"
Donde las abreviaturas son: II = nombre de la segunda clase, V = nombre de la quinta clase, sg = singular, O = objeto verbal, A = agente verbal.

### Ejemplos de casos morfológicos
A continuación, un cuadro con casos y su uso en algunas lenguas flexivas:
| Caso                       | Uso | Ejemplo                                           | Lenguas |
| -------------------------- | --- | ------------------------------------------------- | --- |
| Caso abesivo               | ausencia de algo                                                                                                   | sin la casa                                       | finés, estonio |
| Caso ablativo (1)          | complemento circunstancial de tiempo, de modo, de causa, de lugar, agente, etc.                                    | por la casa, con la casa, en la casa...           | latín, sánscrito, lituano, húngaro, turco, estonio |
| Caso ablativo (2)          | alejamiento con respecto a algo                                                                                    | desde la casa                                     | finés, albanés, húngaro, ruso, euskera |
| Caso absolutivo            | sujeto de verbos intransitivos; objeto de verbos transitivos                                                       | la casa [v.i.]; [v.t.] la casa                    | euskera |
| Caso activo o agentivo     | sujeto de verbo intransitivo activo; agente de verbo en pasivo                                                     | la casa [v.i.]; [v.p.] por la casa                | lenguas activas |
| Caso acusativo o directo   | quien recibe directamente la acción; el objeto de un verbo transitivo                                              | ver la casa                                       | alemán, esperanto, latín, todos los idiomas baltoeslavos (excepto el búlgaro y el macedonio), árabe, albanés, rumano, húngaro, griego, anglosajón, finés, quechua, ruso e islandés                            |
| caso aversivo              | evitar algo | Evitando la casa                                  | Arrernte, Djabugay, Kumbainggar, marri ngarr, Marrithiyel, walmajarri, Warlmanpa, Warlpiri, Warumungu, idioma del desierto occidental, Yidiny                                                                 |
| Caso adesivo               | localización adyacente                                                                                             | cerca / en / al lado de la casa                   | finés, lituano, húngaro y quechua |
| Caso adlativo              | movimiento encima de algo                                                                                          | ponerse encima de la casa into en inglés          | finés, húngaro, euskera, estonio |
| Caso comitativo            | en compañía de algo                                                                                                | con la casa                                       | estonio, finés, húngaro, euskera |
| Caso dativo                | muestra dirección o recipiente; objeto indirecto                                                                   | para / a la casa                                  | alemán, noruego, latín, euskera, todos los idiomas baltoeslavos (excepto el búlgaro y el macedonio), hindi, lituano, albanés, griego antiguo, rumano, húngaro, ruso e islandés                                |
| Caso dedativo o respectivo | relacionado con algo                                                                                               | relacionado con la casa                           | euskera |
| Caso distributivo          | indica modo y tiempo                                                                                               | casa a casa                                       | húngaro, estonio |
| Caso disyuntivo            | se emplea cuando el sujeto se repite para enfatizar o detallar un sujeto plural                                    | la casa y el coche, ambos están aquí              | francés, español |
| Caso elativo               | fuera de algo | fuera de la casa                                  | finés, estonio, húngaro |
| Caso ergativo              | como el nominativo, si es sujeto de un verbo transitivo                                                            | la casa [v.t.]                                    | euskera, georgiano, samoano, checheno, inuktitut |
| Caso esivo                 | marcar una condición                                                                                               | cuando la casa                                    | finés, egipcio medio, estonio |
| Caso genitivo              | a veces muestra relaciones de posesión                                                                             | de la casa                                        | alemán, latín, euskera, todos los idiomas baltoeslavos (excepto el búlgaro y el macedonio), griego, neerlandés, Idioma lituano, árabe, albanés, rumano, húngaro, anglosajón, finés, quechua, ruso e islandés. |
| Caso ilativo               | movimiento hacia dentro de algo                                                                                    | entrar en la casa, into en inglés                 | finés, lituano, húngaro, estonio |
| Caso inactivo o pacientivo | sujeto intransitivo pasivo o paciente                                                                              | la casa es construida                             | lenguas activas |
| Caso inesivo               | dentro de algo. | dentro de la casa                                 | euskera, estonio, finés, húngaro |
| Caso instructivo           | por medio de | con los propios ojos                              | finés |
| Caso instrumental          | con algo/alguien, en compañía de algo/alguien                                                                      | con la casa                                       | estonio, todos los idiomas baltoeslavos (excepto el búlgaro y el macedonio), euskera, sánscrito, húngaro, anglosajón y ruso                                                                                   |
| Caso locativo              | localización | en la casa                                        | estonio, todos los idiomas baltoeslavos (excepto el búlgaro y el macedonio), sánscrito, húngaro |
| Caso nominativo            | para nombrar al sujeto, indistintamente de si el verbo es o no transitivo, y al complemento de un verbo copulativo | la casa                                           | casi todas las lenguas flexivas no ergativas como latín, lenguas germánicas como el alemán y neerlandés, lenguas eslavas como ruso, ucraniano, bielorruso y polaco.                                           |
| Caso oblicuo               | todo caso que no sea el nominativo                                                                                 | a, de, en, sobre, bajo, para, etc., la casa       | hindi y quechua |
| Caso partitivo             | para cantidades | [tres] de las casas                               | finés, euskera |
| Caso posesivo              | posesión directa de algo                                                                                           | pertenece a la casa                               | |
| Caso postposicional        | cuando la postposición sigue al nombre                                                                             | la casa en / con / de                             | hindi, quechua |
| Caso preposicional         | cuando la preposición precede al nombre                                                                            | en / al lado de / detrás de... la casa            | ruso |
| Caso prolativo             | movimiento que emplea una superficie o camino                                                                      | a través de la casa                               | estonio, euskera |
| Caso terminativo           | marcar el final de un movimiento o de un período de tiempo                                                         | hasta la casa                                     | estonio, húngaro, quechua |
| Caso translativo           | cambio de una condición en otra nueva                                                                              | convertirse en una casa                           | finés, húngaro, estonio |
| Caso vocativo              | para identificar el nombre al que se dirige el hablante                                                            | ¡Buenos días, mi querida casa!                    | latín, griego, sánscrito, rumano, todos los idiomas baltoeslavos (excepto el ruso, el bielorruso, el eslovaco y el esloveno)                                                                                  |
| Caso objetivo              | Indica acusación, destinatario o término de una preposición                                                        | él la escribió para ti / él te escribió una carta | noruego, finés, hindi, quechua |

Los casos gramaticales pueden tener funciones diferentes según la lengua que se hable, así tenemos que:
- En las lenguas acusativas:
  - caso nominativo: marca al sujeto intransitivo o al agente
  - caso acusativo o directo: marca al paciente (objeto directo)
- En las lenguas ergativas:
  - caso absolutivo: marca al sujeto intransitivo o al paciente
  - caso ergativo: marca al agente
- En las lenguas activas:
  - caso activo o agentivo: marca al sujeto intransitivo activo o al agente
  - caso inactivo o pacientivo: marca al sujeto intransitivo pasivo o al paciente
- En cualquiera de ellas:
  - caso dativo o indirecto: marca al objeto indirecto
  - caso genitivo, caso posesivo o propietivo: subordina a un sintagma nominal

### Optimidad del caso
El caso gramatical constituye una forma de reducir la ambigüedad potencial de un cierto número de oraciones, siendo otra posibilidad para reducir dicha ambigüedad el orden sintáctico. La optimidad del uso de un sistema de caso u otro, es decir, el alineamiento morfosintáctico que usará cada lengua podrá estar condicionado también de la libertad del orden. Recientemente dentro de la Teoría evolutiva de juegos se planteó un argumento por el cual la mayoría de lenguas se decantan entre unos pocos sistemas a pesar de la gran cantidad lógicamente posible de sistemas.
En concreto G. Jäger probó que en las lenguas con orden básico muy libre la estrategia óptima es un sistema de ergatividad escindida, mientras que en lenguas con un orden de palabra muy rígido el óptimo es el marcaje ocasional del acusativo o la ausencia total de caso, situación que se observa en las lenguas del mundo.

## Teoría del caso abstracto
La distribución y posiciones dentro de la oración en las que pueden aparecer los sintagmas nominales (SN) fonéticamente no vacíos, así como las condiciones bajo las cuales son interpretables semánticamente parecen estar regulados por condiciones y principios bastante bien definidos. Este conjunto de principios y condiciones de buena formación es lo que se conoce como teoría del caso abstracto. Algunos de los principios de buena formación son los siguientes:
- Filtro de caso. El principio básico es que cualquier SN que aparece en una oración debe estar "legitimado" por un elemento no designativo ([-N]) que le asigne caso. En español los elementos [-N] son los verbos, las preposiciones y el núcleo de inflexión son los únicos elementos asignadores de caso. Esto puede verse claramente cuando se compara una construcción verbal y otra nominal con el mismo significado:

(1) [SV establecieron [SN nuevas medidas económicas] ]
(2) *[SN el establecimiento [SN nuevas medidas económicas] ]
(3) [SN el establecimiento [SPde [SN nuevas medidas económicas] ] ]
En (1) y (3) el último SN (nuevas medidas económicas) está licenciado por un verbo o una preposición y por tanto resultan expresiones bien formadas. Sin embargo, en (2) la simple yuxtaposición de sintagmas nominales no resulta en una expresión correcta, ya que el segundo sintagma no está propiamiente legitimado, al no recibir caso de ningún constituyente [-N].
- Rección propia. Otro principio universal que liga los asignadores de caso (verbos, preposiciones, ...) es la siguiente:

Un asignador de caso de un sintagma nominal debe regir a dicho sintagma. Es decir entre el asignador y el receptor de caso debe existir una relación sintáctica de rección propia.